# Wola Zambrowska
Wola Zambrowska est un village polonais du Powiat de Zambrów (région), au nord-est du pays, dans la voïvodie de Podlachie non loin Zambrów. Wola Zambrowska est supreme Zambrów Commune village.